# جهان‌آباد (رفسنجان)
جهان‌آباد (رفسنجان)، روستایی از توابع بخش فردوس شهرستان رفسنجان در استان کرمان ایران است.

## جمعیت
این روستا در دهستان رضوان قرار دارد و براساس سرشماری مرکز آمار ایران در سال ۱۳۸۵، جمعیت آن ۶۴۵ نفر (۱۶۵خانوار) بوده‌است.